# Ziekte van Takayasu
De ziekte van Takayasu is een vrij zeldzame granulomateuze vasculitis van de grote bloedvaten (met name de aorta en de longslagaders). De ziekte komt vooral voor bij niet-blanke (vooral Aziatische) vrouwen jonger dan 40 jaar. Het heeft een slechte prognose door multi-orgaanfalen. In ongeveer twee derde van de gevallen lukt het om de ziekte met medicijnen lange tijd stabiel te houden. Bij ongeveer een kwart van de patiënten treden uiteindelijk zeer ernstige of dodelijke complicaties op, meestal een aortaruptuur of ischemie.
Behandeling bestaat uit het geven van ontstekingsremmers zoals glucocorticoïden of Tocilizumab, een IL-6 remmer.